# Kvalsvik
Kvalsvik is een plaats in de Noorse gemeente Herøy, provincie Møre og Romsdal. Kvalsvik telt 247 inwoners (2007) en heeft een oppervlakte van 0,5 km².